# Karpicko
Karpicko (niem. Karpitzko) – wieś w Polsce, położona w województwie wielkopolskim, w powiecie wolsztyńskim, w gminie Wolsztyn, nad jeziorem Wolsztyńskim, przy trasie Poznań – Zielona Góra. 
W latach 1954–1959 wieś należała i była siedzibą władz gromady Karpicko, po jej zniesieniu w gromadzie Komorowo. Od roku 1976 do 1998 wieś należała administracyjnie do województwa zielonogórskiego.

## Integralne części wsi
| SIMC    | Nazwa    | Rodzaj    |
| ------- | -------- | --------- |
| 1016262 | Ustronie | część wsi |

## Historia

### Pochodzenie nazwy
Miejscowość pierwotnie związana była z Wielkopolską. Ma metrykę średniowieczną i istnieje co najmniej od XIII wieku. Wymieniona została po raz pierwszy w 1285 pod nazwą Karpizko (wg. kopii z XVII wieku), 1352 Karpiczsco, 1360 Carpisczko, Carpiczsko, 1366 Carpiczsco, 1387 Karpiczko, 1390 Carpicze, 1391 Carsicze!, Tarpice, 1397 Carpicz, 1428 Carpyczsko, 1514 Capyrkoczsko, 1530 Carpisko .
Etymologicznie nazwa wsi pochodzi prawdopodobnie od karpia, hodowlanej ryby słodkowodnej, której celową introdukcję zawdzięczamy licznym zakonom sprowadzanym z Europy Zachodniej do Polski w XII i XIII wieku. Za prekursora uznaje się zakon cysterski, założycieli „nowoczesnej” gospodarki stawowej w Dolinie Baryczy. Nazwa "Karpicko" była więc związana z dziedziną nową, a osadzona tu zapewne ludność służebna zajmowała się wyspecjalizowaną hodowlą i rybołówstwem. Jednak tak wczesna metryka karpickiej hodowli stoi pod znakiem zapytania w świetle źródeł archeologicznych, gdyż na Niżu Polskim wszystkie nowe znaleziska szczątków tej ryby datowane są na schyłek średniowiecza i czasy nowożytne, a początek rozpowszechniania się karpia w Polsce, jako formy sztucznie hodowanej, nastąpił pod koniec średniowiecza. Dopiero w czasach nowożytnych stała się ona przedmiotem hodowli stawowej, znanej z XVI-wiecznych dzieł Jana Dubraviusa (1547) i Olbrychta Strumieńskiego (1573). Tak więc hodowla karpia jest u nas późniejsza niż w Niemczech i w całej strefie Europy Zachodniej, zaś do jej propagowania mogli przyczynić się Krzyżacy, którzy trzymali tę rybę w stawach już w końcu XV w. Mniej więcej pod koniec średniowiecza karpiem zarybiane były stawy południowej Polski. Hodowla karpia była związana z upowszechnieniem się postów, a co za tym idzie ze wzrostem zapotrzebowania na ich konsumpcję.
Dlatego też nazwa wsi może pochodzić także od karpiny, czyli drewna pozyskiwanego z karp czyli pozostałości po ścięciu drzewa przez rzemieślników zwanych karpiniarzami, czyli etymologicznie związana byłaby z trzebieżą lasu i zagospodarowaniem terenu pod wieś lokacyjną. W Polsce według spisu urzędowego istnieją jeszcze 33 inne wsie o podobnym rdzeniu „karp” w nazwie, z których większość związana jest zapewne właśnie z karczunkiem i rolniczym zagospodarowaniem odlesionego terenu.

### Ślady archeologiczne
Najstarsze znane pozostałości osadnictwa ludzkiego sięgają 7000 lat. Ze środkowej epoki kamienia (mezolitu) pochodzi ślad po otwartym obozowisku i luźne znaleziska narzędzi krzemiennych. Nieliczne ślady aktywności człowieka pochodzą z młodszej epoki kamienia (neolitu), reprezentowane przez 2 punkty osadnicze. W epoce brązu i wczesnej epoce żelaza ślady osadnictwa intensyfikują się, na terenie Karpicka zarejestrowano liczne, punktowe ślady osadnictwa tzw. kultury łużyckiej. W okresie wpływów rzymskich procesy osadnicze są już czytelniejsze, notujemy bowiem dwie osady otwarte tzw. kultury przeworskiej z początków naszej ery. Najmłodsza grupa stanowisk archeologicznych obejmuje obiekty datowane na wczesne i późne średniowiecze, a więc na okres krystalizacji i stopniowego rozwoju państwa polskiego. Stanowią zdecydowaną większość pośród stanowisk archeologicznych odkrytych w okolicy. Zarejestrowano 3 osady otwarte i bardzo liczne, rozproszone punkty osadnicze. Statystycznie na 438 znanych stanowisk z gminy Wolsztyn, 27 zarejestrowano w obrębie sołectwa Karpicko. Większość z nich rozpoznano w końcu lat 80. na podstawie badań powierzchniowych, w ramach opracowania programu Archeologicznego Zdjęcia Polski (arkusz AZP 58/20). Jest to jednak rozpoznanie wstępne, nie zweryfikowane przez prace wykopaliskowe. Na terenie sołectwa brak jest stanowisk posiadających własną formę terenową, a więc widocznych na powierzchni ziemi.

### Średniowiecze
Najwcześniejsze informacje pochodzą z końca XIII wieku, gdy wieś była prywatną własnością rycerską, lokacyjną. Z nazwy po raz pierwszy wzmiankowana jest w dokumencie wystawionym 29 czerwca 1285 roku w Poznaniu przez księcia wielkopolskiego Przemysła II, który zawiera kontrakt pomiędzy komesem Liutgerem (Ludger) z Komorowa występującego wraz z synem Pielgrzymem (comes Luderus dictus de Kumerowe et Peregrinus filius suus) a opatem cysterskim Janem. Obaj za zgodą swych braci i krewnych dają klasztorowi w Obrze prawo do zbudowania i naprawiania młyna w Niałku, sprzedają mu prawo zastawienia rzeki Dojcy, która płynie z jeziora Karpickiego (lacu dicto Karpizko) i zbudowania jazu na tej rzece. Zezwalają klasztorowi także na pobieranie drewna i ziemi z ich dziedziny na budowę wspomnianego jazu, oraz na budowę grobli przez błota ciągnące się od Karpicka przez Komorowo do Niałka. W zamian za to darczyńcy będą mogli dożywotnio mleć w tym młynie bez opłat, co jednak nie będzie przysługiwać ich następcom. Dokument ten poświadcza m.in. komes Albert (Wojciech?) z Karpicka (comes Albertus de Karpizko). W rok później wymieniony jest już najprawdopodobniej inny właściciel wsi, komes Burchard, którego książę nazywa „swym rycerzem” (milite nostro Burchardo). Prawdopodobnie był to brat Liutgera z Komorowa. Komes Burchard uzyskuje drogą wymiany z opatem oberskim Janem wieś Żodyń.
Chociaż sama treść dokumentów uznawana jest za falsyfikat mnichów oberskich z końca XIII w., nie podważa się historyczności występujących w nich osób.
W latach 1352–1391 wspomniany jest rycerz Pielgrzym z Karpicka także po 1363 roku właściciel Komorowa, uznawany za inicjatora i fundatora lokacji miasta Wolsztyna. W roku 1352 jest współuczestnikiem konfederacji szlachty wielkopolskiej, jest także częstym świadkiem u boku starosty wielkopolskiego. W roku 1360 tenże rycerz posiada dwa młyny w pobliżu wsi; Nowy Młyn oraz Stary Młyn, co potwierdza w 1365 król Kazimierz III Wielki. Pielgrzym z Karpicka po raz ostatni wymieniony jest w roku 1391 jako asesor w poznańskim sądzie (Lek. 1 nr 997, 1040) .
W latach 1390–1397 dokumenty sądowe wymieniają Grzymka z Karpicka, także właściciela wsi Brody (1393-1418), Komorowo i Tłoki, syna Pielgrzyma, a brata Mikołaja. W 1393 roku król Władysław II Jagiełło zatwierdza zamianę wsi: Grzymek s. Pielgrzyma daje opatowi cysterskiemu z Paradyża swą wieś Chociszewo, nadaną mu przez króla, a opat zwraca Grzymkowi wsie Karpicko i Tłoki, które klasztor w Paradyżu wziął w zastaw za 300 grzywien srebra od jego ojca. W roku 1397 ów Grzymek i jego brat Mikołaj po raz pierwszy w źródłach wymienieni są z drugiego „nazwiska” (Grzimke und Niclos Gebruder von Komeraw, genant von Kant). Brzmi ono „von Kant”, co skłania do hipotezy za tym, że cały ród mógł wywodzić się z dolnośląskich Kątów, a do zachodniej Wielkopolski przybył jako lenne rycerstwo z otoczenia księcia Henryka Brodatego lub Henryka II Pobożnego w I połowie XIII w. 
Po raz ostatni Mikołaj (ów Niclos von Komeraw), brat Grzymka, wymieniony jest w 1421 roku, kiedy wygrywa spór sądowy z opatem z Obry o 4 woły, które opat zagarnął w Karpicku.
Kolejnymi właścicielami karpickiej wsi rycerskiej są potomkowie Grzymka: występujący w dokumentach z lat 1424-1440 Andrzej Karpicki z Karpicka, właściciel także wsi Brody i Szczodrowo oraz jego brat Mikołaj z Karpicka, także z Brodów, w 1440 figurujący jako właściciel Komorowa .
W niejasnych okolicznościach kolejnymi właścicielami Karpicka stali się wzmiankowani w dokumentach sądowych z 1432 roku Sędziwoj i Wincenty Choryńscy (ze wsi Choryń pod Kościanem) herbu Łodzia, którzy zawierają ugodę z Marcinem Komorowskim z Wolsztyna w sprawie granic na jeziorze między Wolsztynem a Karpickiem i umarzają wcześniejsze spory Marcina z Andrzejem i Mikołajem z Karpicka, synami Grzymka. Zapewne drogą kupna Karpicko, jak i pozostałe dobra w Komorowie, Tłokach i miasto Wolsztyn, przechodzą po 1440 roku w ręce rycerzy z potężnego rodu Sepeńskich z Sepna, herbu Nowina: Jakuba i jego brata Wincentego, zwanego także Karpickim, którego syn Piotr wybrał karierę duchownego. Piotr notowany jest jako student uniwersytetu w Krakowie (1460), a później jako wolsztyński wikariusz (1483), prezentowany na plebanię w Parzęczewie (ACC 61, 35v). W 1480 roku Karpicko przechodzi na własność rodu Iłłowieckich z Iłowca Wielkiego herbu Ostoja: Piotra, następnie jego syna Andrzeja, potem wnuka Jana i prawnuka Łukasza.
W  1472 miejscowość odnotowano jako należącą do powiatu kościańskiego Korony Królestwa Polskiego. W 1510 należała do parafii Komorowo .
Według opisu parafii komorowskiej i dochodów plebana z 1510 roku, we wsi Karpicko było łanów 3 i pół osiadłych, z których oddawano dziesięcinę biskupowi, jeden łan był pusty. Czterej zagrodnicy płacili stołowe, dwaj sołtysi, z których jeden miał jeden, a drugi półtora łana, płacili tylko meszne. Na tle okolicznych miejscowości Karpicko nie było więc wsią rozległą, porównując ją z zagospodarowaniem ówczesnego Komorowa (8 łanów), Berzyny (12 łanów) czyTłok (20 łanów) . W połowie XVI wieku wieś należała do Iłłowieckich. W 1530 we wsi miał miejsce pobór z 3,5 łana. W 1564 odnotowano pobór z 4,5 łana, a jeden łan był spalony. Wymieniono również młyn wodny o 2 kołach. W 1564 wieś miała 4,5 łana. W 1566 odnotowano pobór z działu należącego do Jakuba Iłowieckiego 1,5 łana kmiecego, 3 zagrodników, młyna o 2 kołach. Z działu należącego do Jana Iłowieckiego od 3,5 łana kmiecego oraz od 2 zagrodników. Z działu Cypriana Iłowieckiego od 1,5 łana kmiecego, 2 zagrodników, młyna. W 1580 odbył się pobór podatków z 3 łanów oraz od 8 zagrodników .
Według przekazu sołtysa Macieja Gzolka z 1537 roku znamy po raz pierwszy z imienia XIV-wiecznych sołtysów Karpicka: byli to bracia Piotr i Mikołaj zwani Kijanki oraz sołtys Andrzej zwany Pączek. Z roku 1563 pochodzi wzmianka o starym jazie na rzece Dojcy leżącym przy „jeziorze karpickim” (Carpiczkie yeszierzo), które na pewno po 1810 roku nazywano już wolsztyńskim.

### Wiek XVII – XIX
Wiek XVII to poświadczony źródłowo okres licznych wojen, epidemii i klęsk żywiołowych, które często nawiedzały wieś i najbliższą okolicę. Po Łukaszu wieś Karpicko odziedziczył jego syn Stanisław, który nie doczekał się własnego potomka, zatem na nim wygasł ród Iłowieckich. Z tej racji w 1637 roku dobra komorowskie przypadły w spadku ich dalekiej krewnej, Annie Miękickiej z Ujazdu, właścicielce Tuchorzy. Po jej śmierci wieś Karpicko, jak i całe dobra komorowskie odziedziczyła córka Barbara Powodowska, a następnie jej syn, Piotr Powodowski (1654). Po jego śmierci dobra komorowskie z wsią Karpicko w 1675 roku nabywa drogą kupna Maciej Niegolewski herbu Grzymała i miejscowość pozostaje w rękach jego rodu aż do roku 1728.
Z roku 1700 pochodzi wzmianka o mieszkance Karpicka, Jadwidze Opaskowej, skazanej wraz z czterema wolsztyńskimi mieszczkami przez miejską ławę w procesie o czary. Obwiniono je za zniszczenie miasta i serię innych nieszczęść (pożary miasta z roku 1691 i 1696, epidemie) po czym zgodnie z ówczesnym zwyczajem spalono na stosie. W 1728 roku wieś wykupuje starosta kościański Franciszek Gajewski herbu Ostoja. Nowy dziedzic dokonuje istotnej zmiany charakteru prawnego wsi (1730) – przekształca nierentowny zapewne folwark karpicki na Olędry osadzając w nich kolonistów niemieckich wyznania luterańskiego. Gdy umiera w 1773 roku, na mocy testamentu dziedziczy po nim syn, Rafał Gajewski (zm. 1776). Dzięki mapie Dawida Gillyego (Special-Karte von Südpreußen) wiemy, że około 1793 roku kolonię (zwaną Karpitzker Hollender) tworzyło 8 zagród rozlokowanych wzdłuż współczesnej ulicy Lipowej. Na wzgórzu obok wsi znajdował się wiatrak, na rzece Dojcy funkcjonują zaś oba wzmiankowane wcześniej młyny (Stary i Nowy Młyn).

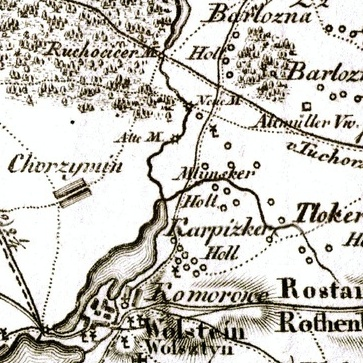
David Gilly Spezialkarte fur Sudpreussen 1803 - Karpitzker Hollender.

W wyniku II rozbioru Rzeczypospolitej wieś znalazła się pod władzą Prus. Dnia 28 stycznia 1793 roku wojska pruskie zajęły miasto Wolsztyn. W 1797 roku, po długoletnich sporach spadkowych, okoliczne dobra obejmuje najmłodszy syn, Adam Gajewski. Majątek ten m.in. wraz z wsią Karpicko, folwarkiem Tłoki i Wroniawy wyceniono na 83 333 talary.
W 1806 wybuchło zwycięskie dla Polaków powstanie wielkopolskie i miejscowość w latach 1807-1813 znalazła się w granicach utworzonego w tym czasie Księstwa Warszawskiego, tak jak miasto Wolsztyn należała do powiatu babimojskiego w departamencie poznańskim.
W okresie Wielkiego Księstwa Poznańskiego (1815-1848) miejscowość wzmiankowana jako Karpicko należała do wsi większych w ówczesnym powiecie babimojskim. Karpicko należało do wolsztyńskiego okręgu policyjnego tego powiatu i stanowiło część majątku Komorowo (obecnie część Wolsztyna), który należał do Apolinarego Gajewskiego. Według spisu urzędowego z 1837 roku Karpicko liczyło 236 mieszkańców, którzy zamieszkiwali 33 dymy (domostwa).
W roku 1833 umiera Adam Gajewski. Na mocy testamentu dziedzicem Karpicka zostaje jego syn Apolinary, który uzyskuje miasto Wolsztyn, folwark Komorowo, wieś Berzynę, młyn Niałek, wieś czynszową Karpicko, Olędry Młyńskie i Barłożno oraz czynsze z młynów Nowego i Starego oraz obowiązek wypłacenia siostrze Adelajdzie 100 000 zł tytułem wyrównania schedy. Apolinary dzierży wymienione włości do swej śmierci w 1870 roku, wtedy to dobra wolsztyńskie otrzymuje jego jedyny syn i spadkobierca, kawaler maltański, Stefan Gajewski. W roku 1890 cały majątek kupuje hrabia Stefan Mycielski herbu Dołęga, a Stefan opuszcza ziemię wolsztyńską i przeprowadza się do Drezna.
Według źródeł w 1882 roku wieś składa się z 44 dymów i zamieszkuje ją 317 mieszkańców (294 ewangelików, 23 katolików; 32 analfabetów), a w 1885 roku populacja zwiększa się do 333 mieszkańców. Według listy osób samozatrudnionych z 1895 roku we wsi działało: 6 kupców, 2 kowali (jeden o polsko brzmiącym nazwisku „Szynka”), 2 piekarzy, 2 właścicieli gospód, krawiec, stolarz, bednarz, kamieniarz, murarz i mistrz ciesielski. W przeważającej liczbie były to osoby o nazwiskach pochodzenia niemieckiego.

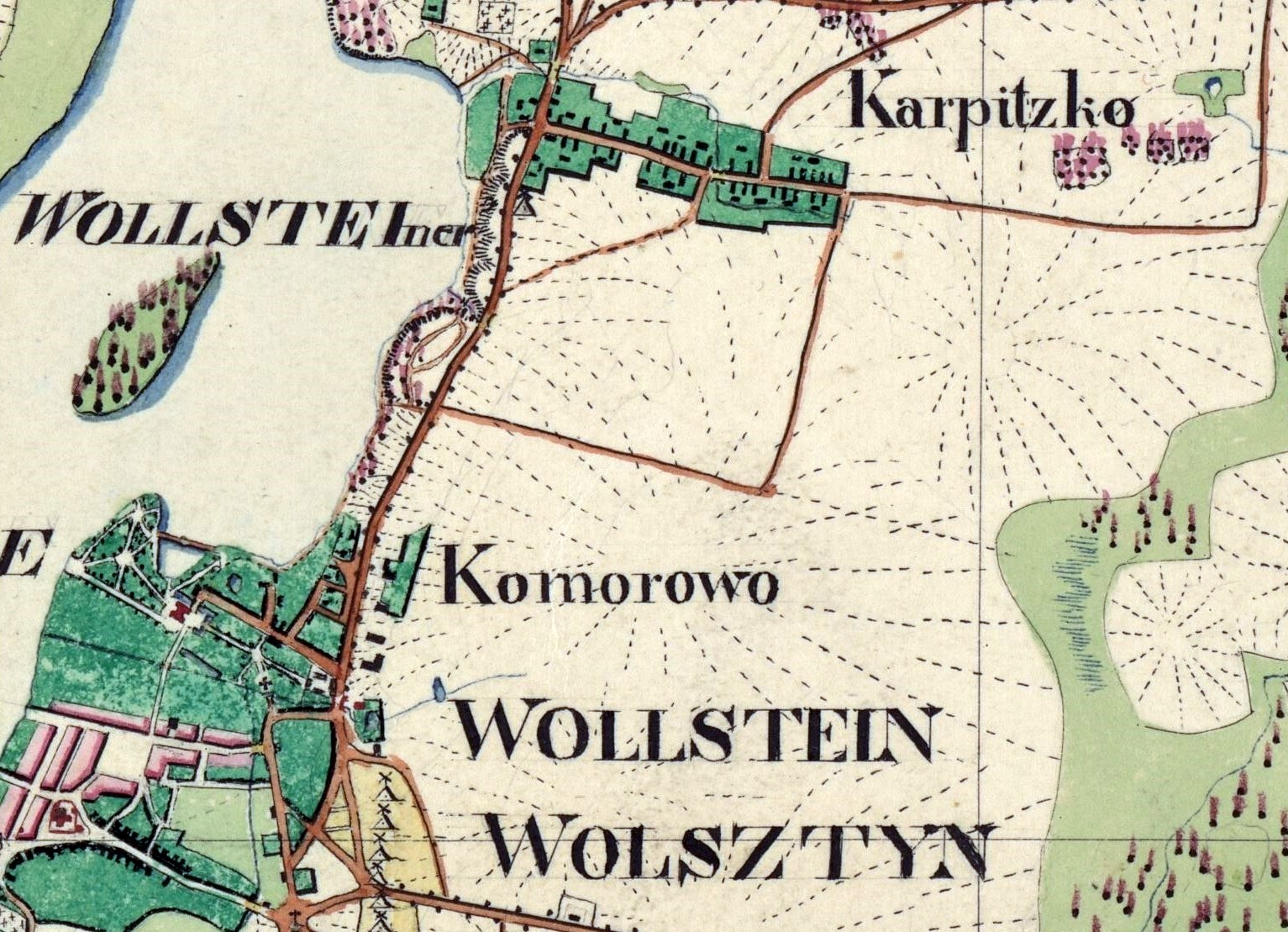
Preußisches Urmeßtischblatt 1828

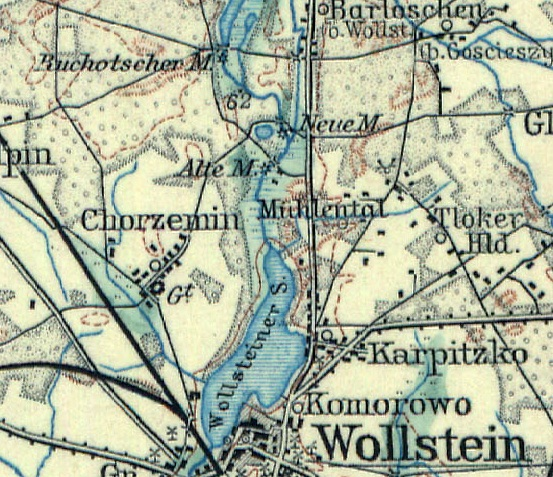
Karpitzko 1902

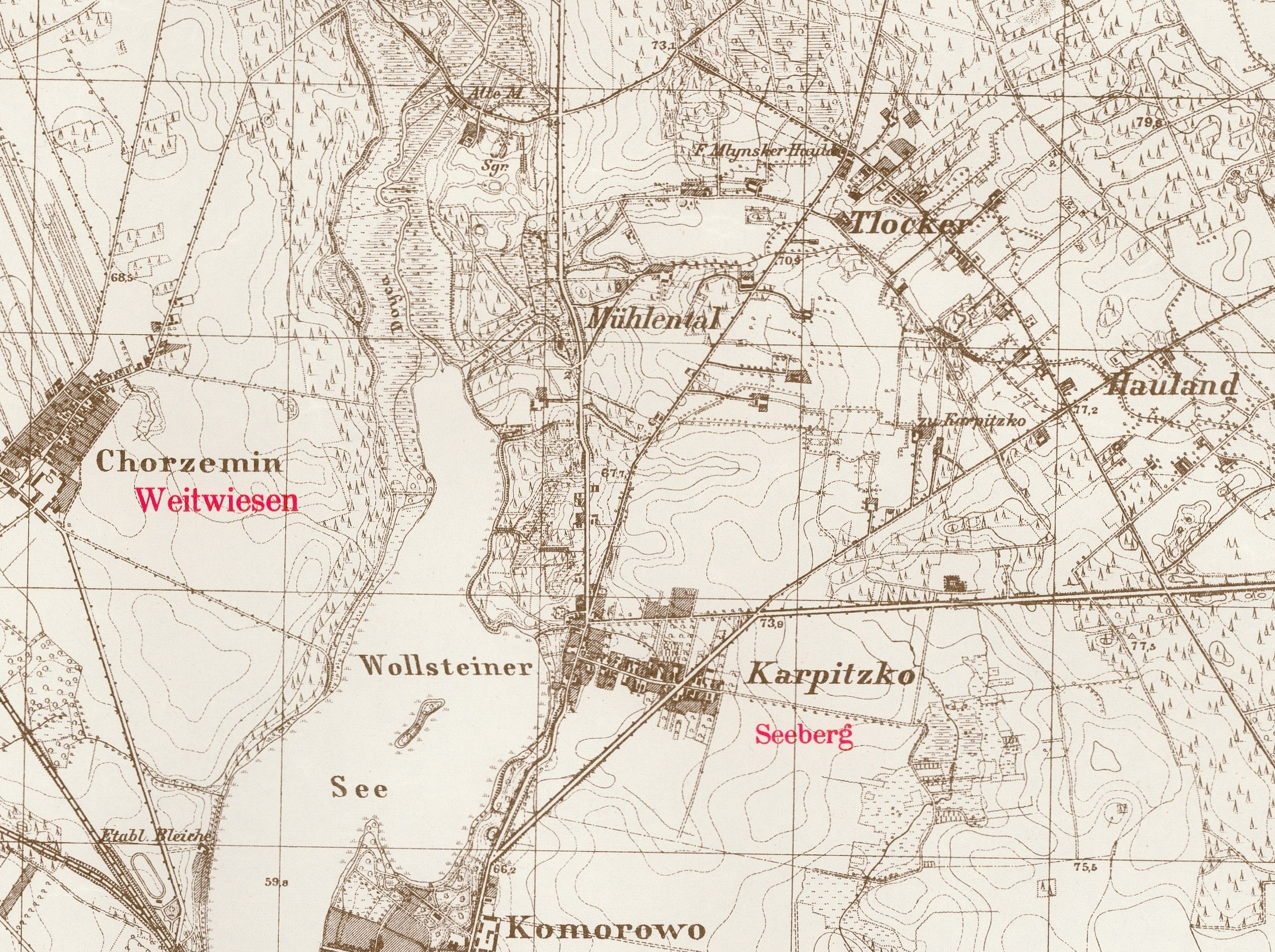
Karpitzko-Seeberg 1940

### Po roku 1919
Po zakończeniu I wojny światowej Karpicko w wyniku Powstania Wielkopolskiego przyłączone zostało do odradzającej się Polski. Dnia 5 stycznia 1919 roku pierwsza kompania pod dowództwem por. Stanisława Siudy zajmuje wieś, rozbraja jej niemieckich mieszkańców i kontynuuje atak w kierunku na Wolsztyn.
W dwudziestoleciu międzywojennym we wsi założono kąpielisko i plażę, zwane „Kaffenberg”, nad którym opiekę sprawowało Towarzystwo Sportowe skupiające mniejszość niemiecką ówczesnego Wolsztyna. Na plaży i w okalających ją lasach, w końcu lat 30. ćwiczyła młodzież skupiona w Jungdeutsche Partei. W istocie odbywały się tam szkolenia tajnych bojówek hitlerowskiej „V kolumny” z zakresu dywersji i sabotażu, prowadzone przez agentów Abwehry z ośrodka szkoleniowego w Głubczycach. Tajne spotkania konspiratorów odbywały się w popularnej restauracji „U Wernera”, gdzie znajdowała się kręgielnia. Należy wspomnieć, iż karpickie brzegi Jeziora Wolsztyńskiego były popularnym kąpieliskiem i celem spacerów dla mieszkańców pobliskich miejscowości. Nadjeziorne lasy były także terenem cotygodniowych ćwiczeń polskiego Przysposobienia Wojskowego.
Po wybuchu II wojny światowej 5 września 1939 r. do okolicy wkroczyły pierwsze oddziały niemieckie. Rozpoczęła się okupacja, trwająca do 24 stycznia 1945 r., kiedy Wolsztyn zajęła Armia Radziecka. W Karpicku podczas okupacji wybudowano ośrodek, gdzie kwaterowano członków Reichsarbeitsdienstu. Po wojnie został odbudowany i zagospodarowany przez harcerzy ZHP z 7 Hufca w Poznaniu, a znajdował się na terenie dzisiejszego osiedla wypoczynkowego Ustronie.
Po 1945 roku sołectwo Karpicko należało do gminy Wolsztyn (powiat Wolsztyn, woj. poznańskie).
W latach 1975–1998 miejscowość administracyjnie należała do województwa zielonogórskiego.

## Gospodarka
Do lat 50. XX wieku była to wieś o charakterze rolniczym. Potem stopniowo traciła swój rolniczy charakter poprzez intensywne budownictwo mieszkaniowe, jednorodzinne. W 1963 roku przy ulicy Podgórnej zbudowano nową siedzibę zakładu Spółdzielni Inwalidów „Powstaniec”. W 1977 założono firmę Inter Groclin Auto, przemianowaną w 1997 na spółkę akcyjną, obecnie Groclin SA, zajmującą się produkcją siedzeń samochodowych i ich poszyć (przy ul. Jeziornej działa jeden z wielu zakładów produkcyjnych firmy). Po 1989 roku w Karpicku działa również szereg firm prywatnych, o charakterze handlowym, produkcyjnym i usługowym, z czego do największych należą m.in. Z.P.M.I. Gorgiel, Womasz, PBO Dana-Bud, Nexbau i Karsson.

## Komunikacja
Główną arterią komunikacyjną wsi o charakterze obwodnicy jest droga krajowa nr 32 przechodząca przez Wolsztyn (niegdyś biegnąca ulicą Poznańską), łącząca Poznań z Zieloną Górą. Przez centrum wsi przechodzi droga wojewódzka nr 305 (Wolsztyn-Nowy Tomyśl), biegnąca ulicą Wczasową. Komunikację autobusową zapewniają dwa przystanki (połączenia z Wolsztynem, Poznaniem i Nowym Tomyślem). Pozostałe ulice to: Lipowa, Podgórna, Rolna, Jeziorna, Kwiatowa, Plac Wiejski, Leśna, Brzozowa, Braci Peugeot, Sosnowa i Świerkowa.

## Turystyka i rekreacja
Karpicko jest znaną w Wielkopolsce miejscowością wypoczynkową. Nad Jeziorem Wolsztyńskim zlokalizowanych jest szereg ośrodków wczasowych i kempingowych:
- Ośrodek Szkoleniowo-Wypoczynkowy „Karpicko”
- Ośrodek Wypoczynkowy „Jelonek”
- Ośrodek Wczasowy „Lotos”
- Ośrodek Wypoczynkowy „U Karola”
- Camping „Ustronie” z wypożyczalnią sprzętu wodnego.

Bazę hotelowo-gastronomiczną uzupełniają:
- Hotel – Restauracja Leśna
- Motel Montana

Nad jeziorem znajduje się zagospodarowana plaża z kąpieliskiem, pomostem i boiskiem do siatkówki plażowej. W sezonie letnim kąpielisko jest oznakowane i strzeżone przez ratowników RWR.
Przy kąpielisku znajduje się także jachtowa przystań (Marina Ustronie) której założycielem i gospodarzem jest Stowarzyszenie Turystyka Rekreacja Sport „H2O”

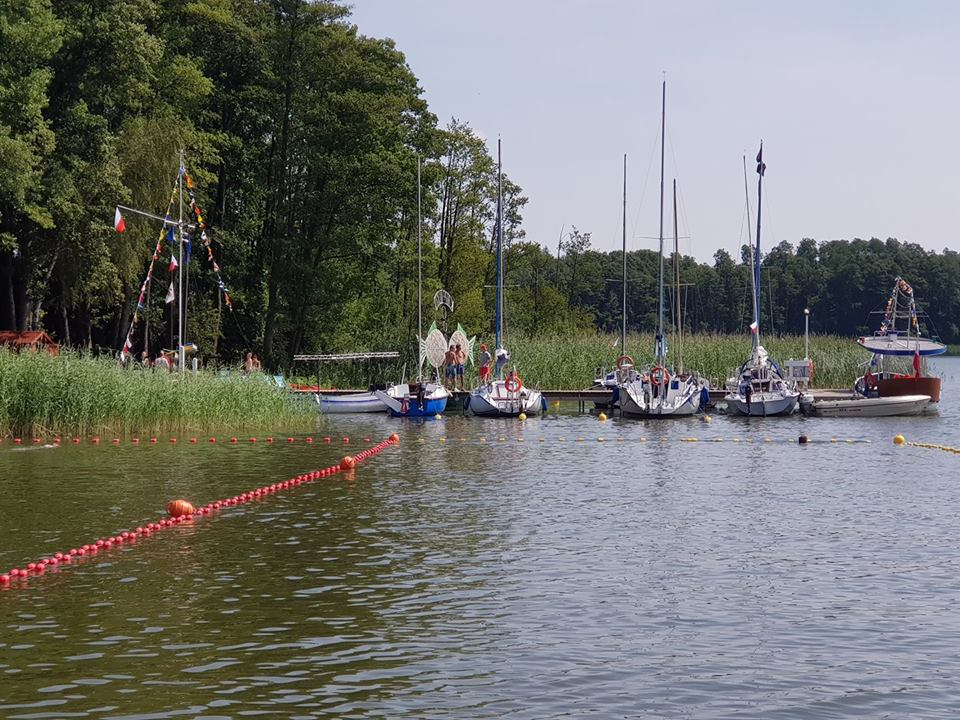
Widok na zacumowane jachty w Karpicku

Popularną aktywnością są także spływy kajakowe oraz wędkarstwo. Nad brzegami jeziora wytyczono szlaki turystyczne; pieszy: Szlak Żółty (Świętno-Kuźnica Zbąska), pieszo rowerowy: Szlak Żurawi (wokół Jeziora Wolsztyńskiego) i kajakowy: Spływ Obrą (Karpicko/Wolsztyn-Zbąszyń).
Od 1973 roku z przerwami, na kempingu przy plaży organizowane są popularne Zloty Motocyklowe.
W latach 1999–2009 funkcjonował tam jeden z popularniejszych klubów muzyki house, trance w Polsce – Klub Disco 2000, następnie PAKA Karpicko, później Passoa.

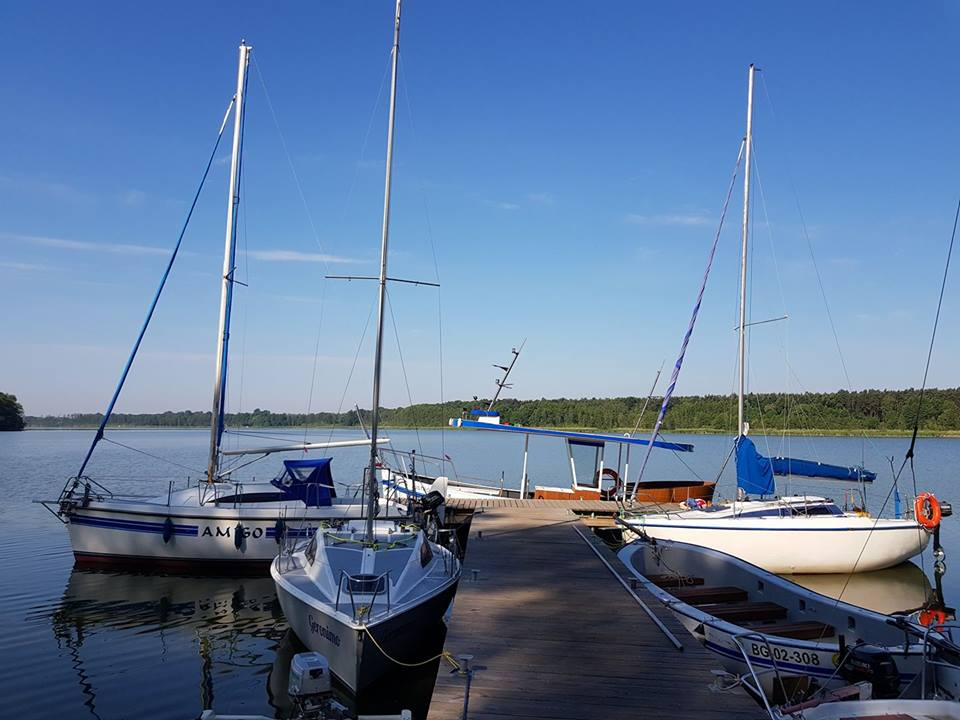
Marina Ustronie z widokiem na jezioro wolsztyńskie w Karpicku

W najbliższej okolicy znajduje się szereg atrakcji turystycznych i zabytków, m.in.:
- Muzeum Regionalne im. Marcina Rożka w Wolsztynie
- Parowozownia Wolsztyn
- Skansen Budownictwa Ludowego Zachodniej Wielkopolski
- dawne zagrody olęderskie w Boruji i Kuźnicy Zbąskiej
- rezerwat przyrody Bagno Chorzemińskie
- Klasztor pocysterski i opactwo oo. Cystersów w Obrze
- Izba Pamięci Roberta Kocha w Wolsztynie
- Wielkopolskie Muzeum Pożarnictwa w Rakoniewicach
- Muzeum Wikliniarstwa i Chmielarstwa w Nowym Tomyślu

## Instytucje
- Szkoła Podstawowa w Karpicku[41]